# Ngô Đình Chất
Ngô Đình Chất (1679–1751) là đại thần nhà Lê trung hưng trong lịch sử Việt Nam.

## Sự nghiệp
Ngô Đình Chất quê xã Tả Thanh Oai, huyện Thanh Oai, tỉnh Hà Đông nay thuộc huyện Thanh Trì, thành phố Hà Nội. Anh Ngô Đình Chất là Ngô Đình Toản, từng đỗ tiến sĩ và làm Tổng phù ở Lạng Sơn.
Năm 1721 thời Lê Dụ Tông, Ngô Đình Chất đỗ đồng tiến sĩ. Ông đổi tên là Ngô Đình Oánh. Ban đầu ông làm chức ở Viện Hàn lâm, sau đó ra làm Hiến sát sứ Thanh Hoa. Được ít lâu, ông về triều làm Thiêm sai, kiêm Phó đô ngự sử.
Năm 1740, Đàng Ngoài có nhiều nông dân nổi dậy chống triều đình, trong khi đó chúa Trịnh Giang chơi bời làm hỏng chính sự. Anh ông là Ngô Đình Toản bị quân nổi dậy Toản Cơ giết chết. Ngô Đình Chất cùng các đại thần bàn đưa em Trịnh Giang là Trịnh Doanh lên ngôi. Từ đó tình hình dần dần ổn định trở lại.
Nhờ công ủng hộ Trịnh Doanh, ông được thăng làm Tuyên lực công thần, phong chức Thượng thư bộ Binh, tước Phương Đình hầu.
Khi giữ chức quyền Tể tướng, ông có trách nhiệm cất nhắc quan lại, ổn định kỷ cương trong triều, làm việc nghiêm túc và trong sạch. Trịnh Doanh mến tài ông, khen là "thanh, thận, trung, cần" (trong sạch, cẩn thận, trung thành và siêng năng).
Năm 1750, ông đã 65 tuổi, bèn xin nghỉ hưu. Trịnh Doanh không muốn để ông về. Ông phải xin 3 lần mới được chấp thuận và tới năm sau (1751) ông mới chính thức được về. Các quan tiễn đưa trọng thể, văn thơ chúc tụng thắm thiết.
Khi triều đình có việc, vua Lê Hiển Tông và chúa Trịnh Doanh lại triệu ông ra làm Bồi tụng. Năm 1751, Ngô Đình Chất qua đời, thọ 73 tuổi, được truy tặng Thái bảo, tước Nhuệ quận công.